# سيدي ولد عاشور
سيدي ولد عاشور (6 أكتوبر 1983 - ) هو لاعب كرة قدم موريتاني يلعب كمدافع.

## روابط خارجية
- سيدي ولد عاشور على موقع قاعدة بيانات كرة القدم.إي يو (الإنجليزية)
- سيدي ولد عاشور على موقع ناشيونال فوتبول تيمز (الإنجليزية)